# Hans von Seggern
Hans von Seggern (* 24. April 1914 in Oldenburg; † 23. Mai 2020 ebenda) war ein deutscher Pastor, Autor und Offizier.

## Leben
Seggern stammte aus Oldenburg, sein Vater, das Ratsmitglied Heinrich von Seggern, gründete und führte dort das erste Oldenburger Reisebüro.
Er begann 1933 ein Jurastudium in Heidelberg, wurde jedoch nach zwei Jahren zum Militär eingezogen und zum Offizier ausgebildet. Im Zweiten Weltkrieg war er Chef einer Kradschützenkompanie, zuletzt Major i. G. und kam 1945 in belgische Kriegsgefangenschaft. Nach dem Krieg war er zunächst Lehrling im elterlichen Reisebüro, entschied sich danach aber auf Vorschlag des damaligen Oldenburger Bischofs Wilhelm Stählin für die Pfarrerslaufbahn. Sein Vikariat absolvierte er in Westerstede, dann wirkte er in dieser Gemeinde für sieben Jahre als Pfarrer. 1958 erfolgte die Berufung als Militärseelsorger nach Fontainebleau bei Paris. Hans von Seggern betreute 2000 Deutsche und unterrichtete 500 Kinder in Religion und als Konfirmanden. Von 1966 bis 1976 war er theologischer Referent im Evangelischen Kirchenamt der Militärseelsorge in Bonn. Nach dem Tod seiner ersten Frau 1963 heiratete er eine Pastorin, mit der er noch sieben Jahre in einer Gemeinde seiner Heimatstadt Oldenburg arbeitete.

## Trivia
Hans von Seggern trat als Zeitzeuge in der Spiegel TV-Dokumentation „Die Blitzkrieg-Legende – 1940: Der deutsche Überfall auf Frankreich“ auf.
In der am 14. März 2016 ausgestrahlten Folge der Quizsendung Wer wird Millionär? war Seggern mit 101 Jahren der bislang älteste Telefonjoker in der Geschichte der Sendung. Für seinen Sohn Christoph konnte er die 125.000 Euro-Frage richtig beantworten:
- Welcher Automobilbauer überflog 1910 als erster Mensch in einem Flugzeug den Ärmelkanal nonstop hin und zurück?
- A: Gottlieb Daimler
- B: Carl Benz
- C: Charles Rolls
- D: Henry Royce

Zu seiner Konfirmation 1929 hatte er ein Buch über die Anfänge des Fliegens bekommen und gelesen, das die richtige Antwort enthielt.

## Veröffentlichungen
- Oldenburger Kirchengeschichte. Ein kurzer Überblick mit Angabe der wichtigsten Quellen und Bearbeitungen, in: Jahrbuch der Gesellschaft für niedersächsische Kirchengeschichte Bd. 56 (1958).
- Im Zeichen der Högl'schen Vase, Oldenburg 1986.
- Geschichte und Geschichten rund um den Gertruden-Kirchhof, Oldenburg 2002.
- Der alte Ammerländer Adel und sein Ende, in: Der Oldenburgische Hauskalender Bd. 179 (2005) S. 76–80.
- Der alte Ammerländer Adel und die letzte überlebende Familie, in: Der Oldenburgische Hauskalender Bd. 180 (2006) S. 58–64.